# Горња Рогатица
Горња Рогатица је насеље у Србији у општини Бачка Топола у Севернобачком округу. Према попису из 2022. било је 298 становника. Село Горњу Рогатицу основали су солунски добровољци 1922. године.

## Демографија
У насељу Горња Рогатица живи 410 пунолетних становника, а просечна старост становништва износи 44,9 година (43,7 код мушкараца и 46,0 код жена). У насељу има 173 домаћинства, а просечан број чланова по домаћинству је 2,76.
Ово насеље је углавном насељено Србима (према попису из 2002. године), а у свим послератним пописима примећен је константан пад у броју становника.
|  |

| Демографија | Демографија | Демографија |
| Година      | Становника  | Становника  |
| ----------- | ----------- | ----------- |
| 1948.       | 821         |             |
| 1953.       | 780         |             |
| 1961.       | 776         |             |
| 1971.       | 711         |             |
| 1981.       | 624         |             |
| 1991.       | 587         | 563         |
| 2002.       | 477         | 510         |
| 2011.       | 409         |             |

| Етнички састав према попису из 2002.‍ | Етнички састав према попису из 2002.‍ | Етнички састав према попису из 2002.‍ | Етнички састав према попису из 2002.‍ | Етнички састав према попису из 2002.‍ |
| ------------------------------------ | ------------------------------------ | ------------------------------------ | ------------------------------------ | ------------------------------------ |
|                                      |                                      |                                      |                                      |                                      |
| Срби                                 | Срби                                 |                                      | 401                                  | 84,06%                               |
| Хрвати                               | Хрвати                               |                                      | 21                                   | 4,40%                                |
| Југословени                          | Југословени                          |                                      | 16                                   | 3,35%                                |
| Мађари                               | Мађари                               |                                      | 12                                   | 2,51%                                |
| Буњевци                              | Буњевци                              |                                      | 5                                    | 1,04%                                |
| Црногорци                            | Црногорци                            |                                      | 3                                    | 0,62%                                |
| Словенци                             | Словенци                             |                                      | 2                                    | 0,41%                                |
| Немци                                | Немци                                |                                      | 1                                    | 0,20%                                |
| непознато                            | непознато                            |                                      | 0                                    | 0,0%                                 |

| Година пописа     | 1948. | 1953. | 1961. | 1971. | 1981. | 1991. | 2002. |
| ----------------- | ----- | ----- | ----- | ----- | ----- | ----- | ----- |
| Број домаћинстава | 190   | 185   | 205   | 191   | 185   | 191   | 173   |

| Број чланова      | 1  | 2  | 3  | 4  | 5  | 6 | 7 | 8 | 9 | 10 и више | Просек |
| ----------------- | -- | -- | -- | -- | -- | - | - | - | - | --------- | ------ |
| Број домаћинстава | 37 | 55 | 29 | 30 | 12 | 9 | 0 | 0 | 1 | 0         | 2,76   |

| Пол    | Укупно | Неожењен/Неудата | Ожењен/Удата | Удовац/Удовица | Разведен/Разведена | Непознато |
| ------ | ------ | ---------------- | ------------ | -------------- | ------------------ | --------- |
| Мушки  | 207    | 73               | 118          | 8              | 8                  | 0         |
| Женски | 212    | 42               | 121          | 44             | 5                  | 0         |
| УКУПНО | 419    | 115              | 239          | 52             | 13                 | 0         |

| Пол    | Укупно                    | Пољопривреда, лов и шумарство | Рибарство                            | Вађење руде и камена | Прерађивачка индустрија       |
| ------ | ------------------------- | ----------------------------- | ------------------------------------ | -------------------- | ----------------------------- |
| Мушки  | 109                       | 73                            | 0                                    | 0                    | 20                            |
| Женски | 56                        | 34                            | 0                                    | 0                    | 11                            |
| УКУПНО | 165                       | 107                           | 0                                    | 0                    | 31                            |
| Пол    | Производња и снабдевање   | Грађевинарство                | Трговина                             | Хотели и ресторани   | Саобраћај, складиштење и везе |
| Мушки  | 1                         | 1                             | 2                                    | 1                    | 3                             |
| Женски | 1                         | 1                             | 3                                    | 0                    | 0                             |
| УКУПНО | 2                         | 2                             | 5                                    | 1                    | 3                             |
| Пол    | Финансијско посредовање   | Некретнине                    | Државна управа и одбрана             | Образовање           | Здравствени и социјални рад   |
| Мушки  | 0                         | 1                             | 4                                    | 1                    | 2                             |
| Женски | 4                         | 1                             | 1                                    | 0                    | 0                             |
| УКУПНО | 4                         | 2                             | 5                                    | 1                    | 2                             |
| Пол    | Остале услужне активности | Приватна домаћинства          | Екстериторијалне организације и тела | Непознато            | Непознато                     |
| Мушки  | 0                         | 0                             | 0                                    | 0                    | 0                             |
| Женски | 0                         | 0                             | 0                                    | 0                    | 0                             |
| УКУПНО | 0                         | 0                             | 0                                    | 0                    | 0                             |